# William Sears (personnalité politique)
William Sears (décédé le 23 mars 1929) est un homme politique irlandais, membre du Sinn Féin puis du Cumann na nGaedheal.

## Biographie
Il est élu député du Sinn Féin pour la circonscription de Mayo South lors des élections générales de 1918. En janvier 1919, les députés du Sinn Féin refusent de reconnaître le Parlement du Royaume-Uni et se réunissent à la Mansion House à Dublin en tant que parlement révolutionnaire appelé Dáil Éireann, bien que Sears n'y assiste pas car il est en prison. Il est élu sans opposition en tant que député du Sinn Féin pour la circonscription de Mayo South–Roscommon South lors des élections de 1921.
Il soutient le traité anglo-irlandais et le vote. Il est réélu sans opposition pour la même circonscription aux élections générales de 1922, cette fois en tant que député du Sinn Féin pro-traité. Il est élu comme député Cumann na nGaedheal pour la circonscription de Mayo Sud lors des élections générales de 1923. Il perd son siège aux élections générales de juin 1927, mais est élu au Seanad en 1928. Il est décédé en fonction en 1929 et l'élection partielle pour son siège est remportée par Nugent Everard.